# The Howard Stern Show
The Howard Stern Show es un programa radial estadounidense conducido por Howard Stern. Obtuvo un amplio reconocimiento cuando fue sindicado a nivel nacional en la radio entre 1986 y 2005. El programa ha sido exclusivo de Sirius XM, un servicio de radio satelital por suscripción desde 2006. Otros miembros prominentes del personal son su coanfitriona y presentadora de noticias Robin Quivers, el escritor Fred Norris y el productor ejecutivo Gary Dell'Abate.
El programa se creó en 1979 cuando Stern consiguió su primer turno de la mañana en el WCCC en Hartford, Connecticut, cuatro años después de su carrera profesional en la radio. En 1985 el programa comenzó una fructífera etapa de 20 años en WXRK en la ciudad de Nueva York, donde se emitió en un total de 60 mercados de los Estados Unidos y Canadá y obtuvo una audiencia de 20 millones de oyentes en su punto álgido. Tras el contrato de Stern con Sirius en 2004, el programa abandonó la radio terrestre en diciembre de 2005.
Desde 1994, el programa ha sido grabado y transmitido en varias cadenas, incluyendo E! (1994-2005), CBS (1998-2001), y HowardTV (2005-13), un servicio de cable digital bajo demanda. SiriusXM lanzó una aplicación "360" en 2018 disponible para los suscriptores en la que se pueden ver videoclips del programa.

## Equipo

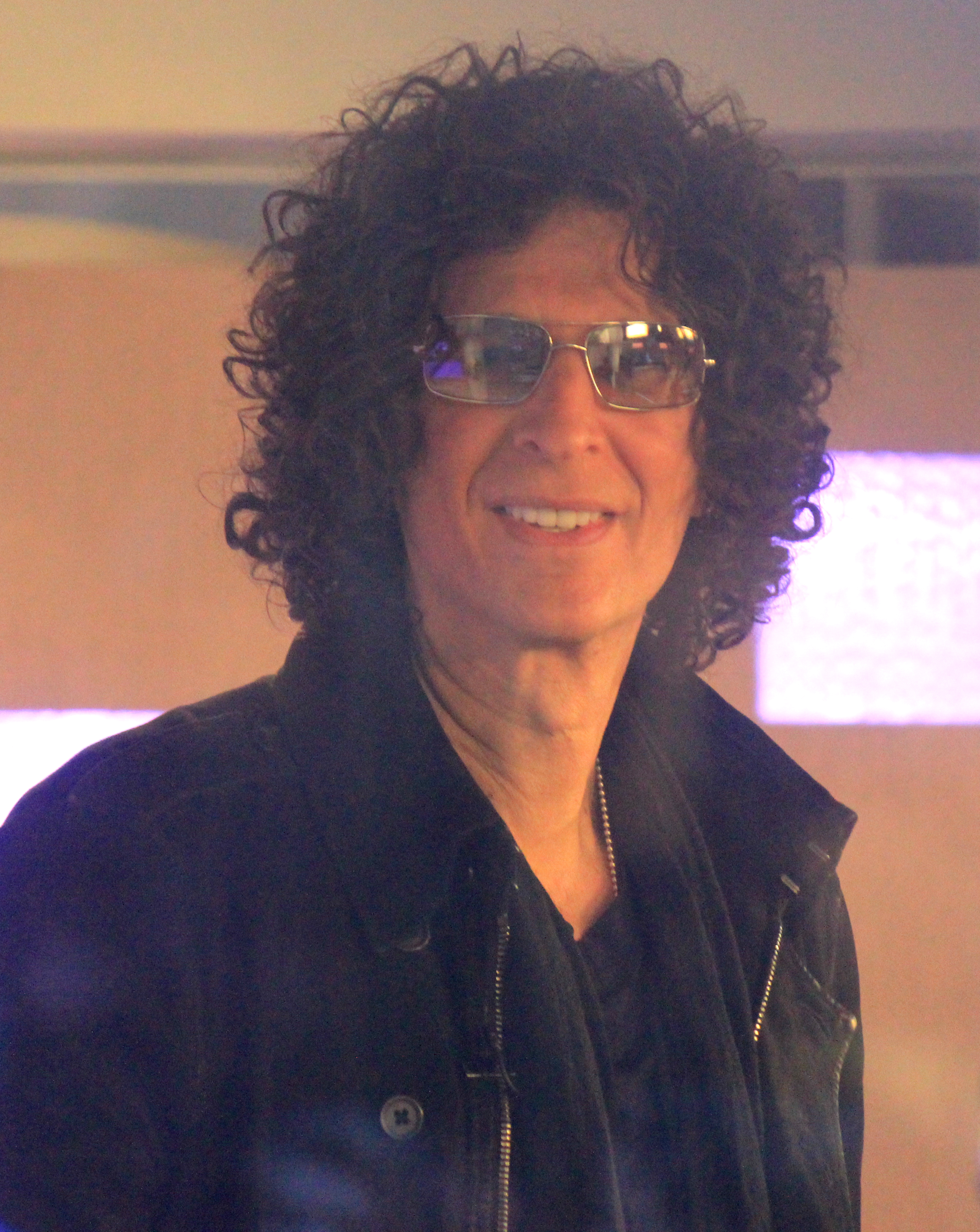
Howard Stern, presentador del programa.

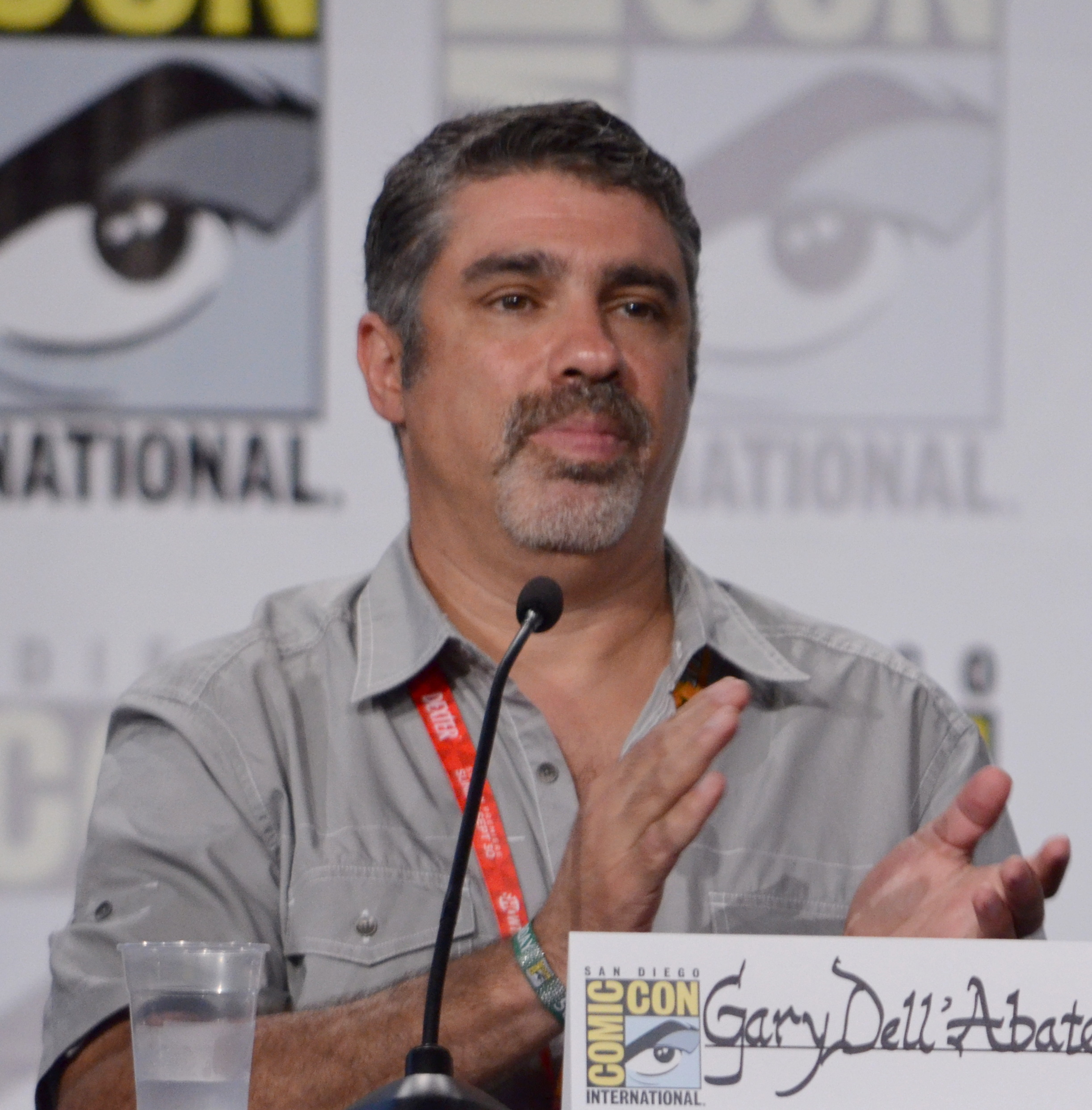
Gary Dell'Abate, productor del programa.

### Actual
- Howard Stern – presentador
- Robin Quivers – presentador de noticias
- Fred Norris – efectos de sonido, productor
- Gary Dell'Abate – productor ejecutivo
- Benjy Bronk – escritor
- Scott Salem – ingeniero
- Richard Christy – escritor
- Sal Governale – escritor
- Ronnie Mund – jefe de seguridad
- Will Murray – productor, investigador
- Jason Kaplan – productor
- Brent Hatley – productor
- Jon Hein – productor
- JD Harmeyer – productor de contenidos multimedia
- Shuli Egar – escritor
- Steve Brandano – productor
- Mike Trainor – escritor, productor
- Chris Wilding – escritor, productor
- Memet Walker – escritor, productor
- Steve Nowicki – escritor, productor
- George Takei – anunciante

### Original
- Jackie Martling – escritor
- Artie Lange – comediante
- Billy West – impresionista
- Al Rosenberg – escritor
- John Melendez – escritor
- Lisa Glasberg – reportera
- Lee Davis – productor
- KC Armstrong – productor
- Jon Leiberman – reportero